# Arquebisbat de Gènova
L'arxidiòcesi de Gènova (en llatí: Archidioecesis Ianuensis) és una seu metropolitana de l'Església catòlica que pertany a la regió eclesiàstica de Ligúria. El 2006 tenia 671.423 batejats al voltant de 721.960 habitants. Aquesta actualment regida per l'arquebisbe Marco Tasca OFM Conv.

## Territori
El territori de l'arquebisbat de Gènova s'estén sobre 966 km², i compren tot o part dels següents municipis:
- a la província de Gènova: Gènova, Arenzano, Avegno, Bargagli, Bogliasco, Busalla, Camogli, Ceranesi, Davagna, Isola del Cantone, Mele, Mignanego, Montoggio, Pieve Ligure, Recco, Ronco Scrivia, Sant'Olcese, Serra Riccò, Sori, Uscio i Valbrevenna;
- a la província d'Alessandria: Arquata Scrivia, Bosio, Carrosio, Fraconalto, Gavi, Mongiardino Ligure, Parodi Ligure i Voltaggio.

La seu arquebisbal es troba a la ciutat de Gènova, on hi ha la Catedral de Sant Lorenç.

### Parròquies i vicariats

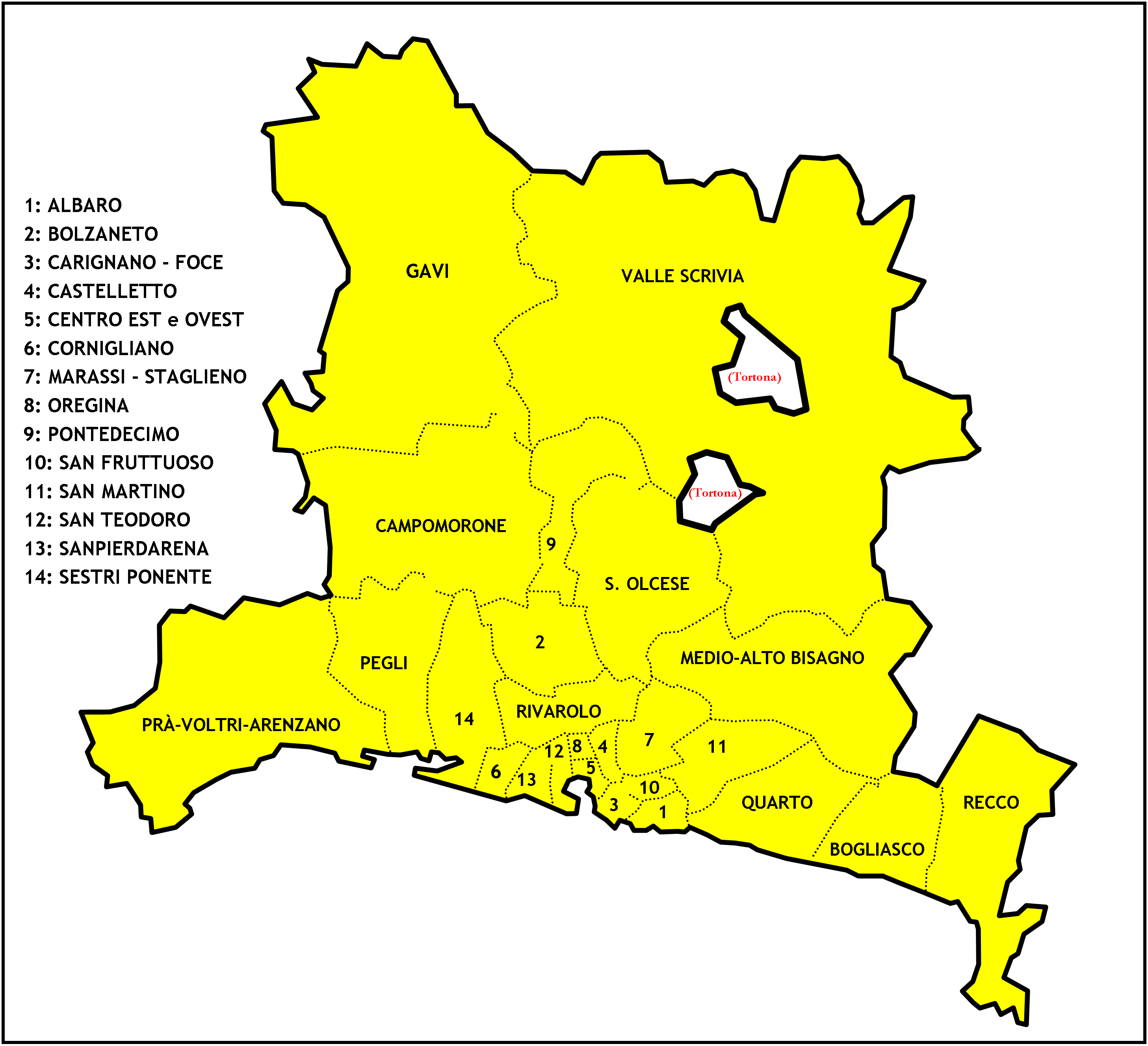
El mapa dels arxiprestats

L'arquebisbat consta de 278 parròquies, 257 de les quals es troben a la província de Gènova i 21 a la d'Alessandria, agrupades en 27 arxiprestats:
- Arxiprestat del Medio - Alto Bisagno
- Arxiprestat de Albaro
- Arxiprestat de Bogliasco-Pieve-Sori
- Arxiprestat de Bolzaneto
- Arxiprestat de Campomorone
- Arxiprestat de Carignano-Foce
- Arxiprestat de Castelletto
- Arxiprestat de Centro Est
- Arxiprestat de Centro Ovest
- Arxiprestat de Cornigliano
- Arxiprestat de Gavi
- Arxiprestat de Marassi-Staglieno
- Arxiprestat de Nervi[1]
- Arxiprestat de Oregina
- Arxiprestat de Pegli
- Arxiprestat de Pontedecimo-Mignanego
- Arxiprestat de Pra'-Voltri-Arenzano
- Arxiprestat de Quarto[1]
- Arxiprestat de Recco-Uscio-Camogli
- Arxiprestat de Rivarolo
- Arxiprestat de Sampierdarena
- Arxiprestat de San Fruttuoso
- Arxiprestat de San Martino-Valle Sturla
- Arxiprestat de San Teodoro
- Arxiprestat de Sant'Olcese-Serra Riccò
- Arxiprestat de Sestri Ponente
- Arxiprestat de Valle Scrivia

### La província eclesiàstica
La província eclesiàstica de Gènova compren les següents diòcesis sufraganies:
- bisbat d'Albenga-Imperia
- bisbat de Chiavari
- bisbat de La Spezia-Sarzana-Brugnato
- bisbat de Savona-Noli
- bisbat de Tortona
- bisbat de Ventimiglia-Sanremo

## Història

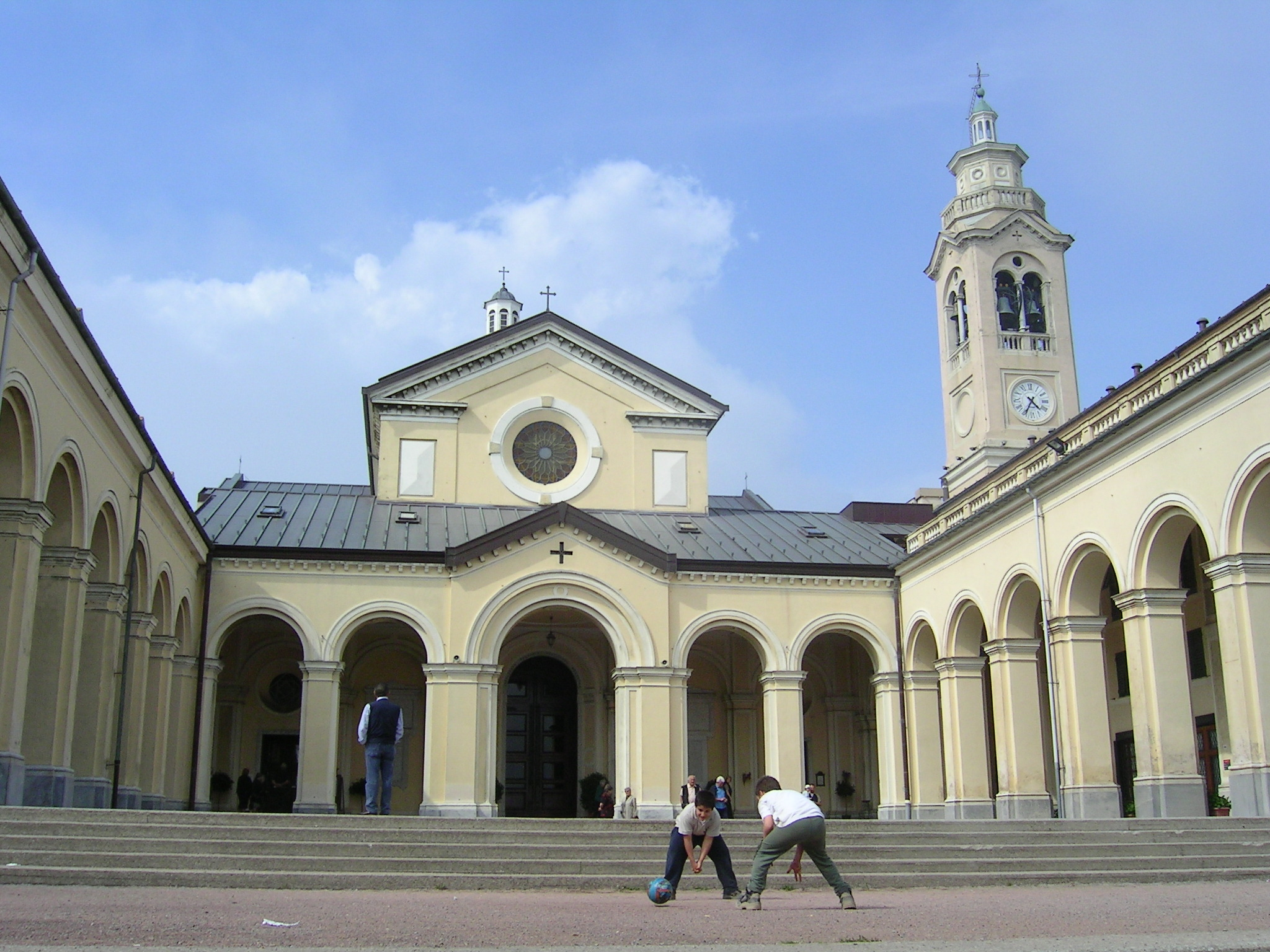
Il Santuari de la Madonna della Guardia

La fe cristiana va arribar a Gènova al temps del Papa Lli (67-76). San Nazari, en retornar de les Gàl·lies on el Papa l'havia enviat, s'uní a Sant Cels a Gènova per anunciar l'Evangeli. Segons la tradició, van arribar per la platja d'Albaro.
La diòcesi de Gènova s'erigí al segle iii, i originàriament era sufragània de l'arquebisbat de Milà. El primer bisbe històricament documentat és Diògenes, que al 381 particià a un sínode a Aquileia.
Onorato Castiglioni era arquebisbe de Milà, però al 568 fugí a Ligúria durant la persecució dels llombards per fugir de la violència dels arrians. Governà la diòcesi genovesa, que pertanyia a la seva província metropolitana. A mitjan segle vii Giovanni Bono tornà a la seu llombarda i Gènova escollí el seu propi bisbe, Joan I, que participà el 679 en el sínode de Roma convocat pel Papa Agató.
El 19 de març de 1133 Gènova va ser elevada al rang d'arquebisbat metropolità mitjançant la butlla pontifícia Iustus Dominus del Papa Innocenci II, quan Siro II era bisbe i cardenal. Com a diòcesis sufragànies se li assignaren Mariana, Nebbio i Accia a Còrsega i Bobbio i Brugnato al continent. Al segle xiii se li afegí la recent erigida diocesi de Noli.
Als segles xv i xvi Gènova va ser castigada amb l'interdit.
Cap al final del segle xviii s'afegiren a la província eclesiàstica les diòcesis de Savona, Albenga, Ventimiglia i Tortona. Durant un breu període, a l'inici del segle xix, la diòcesi de Niça també passà a formar part de l'arxidiòcesi de Gènova. Finalment, a final de segle, la diòcesi de Chiavari entrà a formar part de la seu metropolitana genovesa.
L'1 de gener de 1977 l'arquebisbat perdé l'illa de Capraia, que passà a formar part de la diòcesi de Livorno.
El 30 de setembre de 1986 l'arxidiòcesi de Gènova s'uní a la diòcesi di Bobbio, en virtut del decret Instantibus votis de la Congregació pels Bisbes; la unió plena portà a la constitució de l'arxidiòcesi de Gènova-Bobbio. Ja des de l'any 1973 l'arquebisbe de Gènova era l'administrador apostòlic de la seu de Bobbio. Amb aquesta unió l'arquebisbat arribava territorialment fins a les províncies de Pavia i Parma.
Malgrat tot, des del punt de vista pastoral aquesta unió no va tenir molta fortuna. De fet, el 16 de setembre de 1989, mitjançant el decret Pastoralis collocatio de la Congregació pels Bisbes, els territoris de l'antiga diòcesi de Bobbio se separaren de l'arxidiòcesi de Gènova i van ser incorporats a la de Piacenza-Bobbio. Al mateix temps, l'arxidiòcesi de Gènova recuperà el seu nom històric.
L'arquebisbe de Gènova té el títol d'abat perpetu de San Siro, de Santa Maria Immaculada, de San Gerolamo di Quarto i de llegat transmarí de la Seu Apostòlica.

## Cronologia episcopal

### Bisbes de Gènova
- San Valentino †
- San Felice †
- San Siro I †
- San Romolo †[2]
- Diogene † (citat el 381)
- Pascasio † (citat el 451)

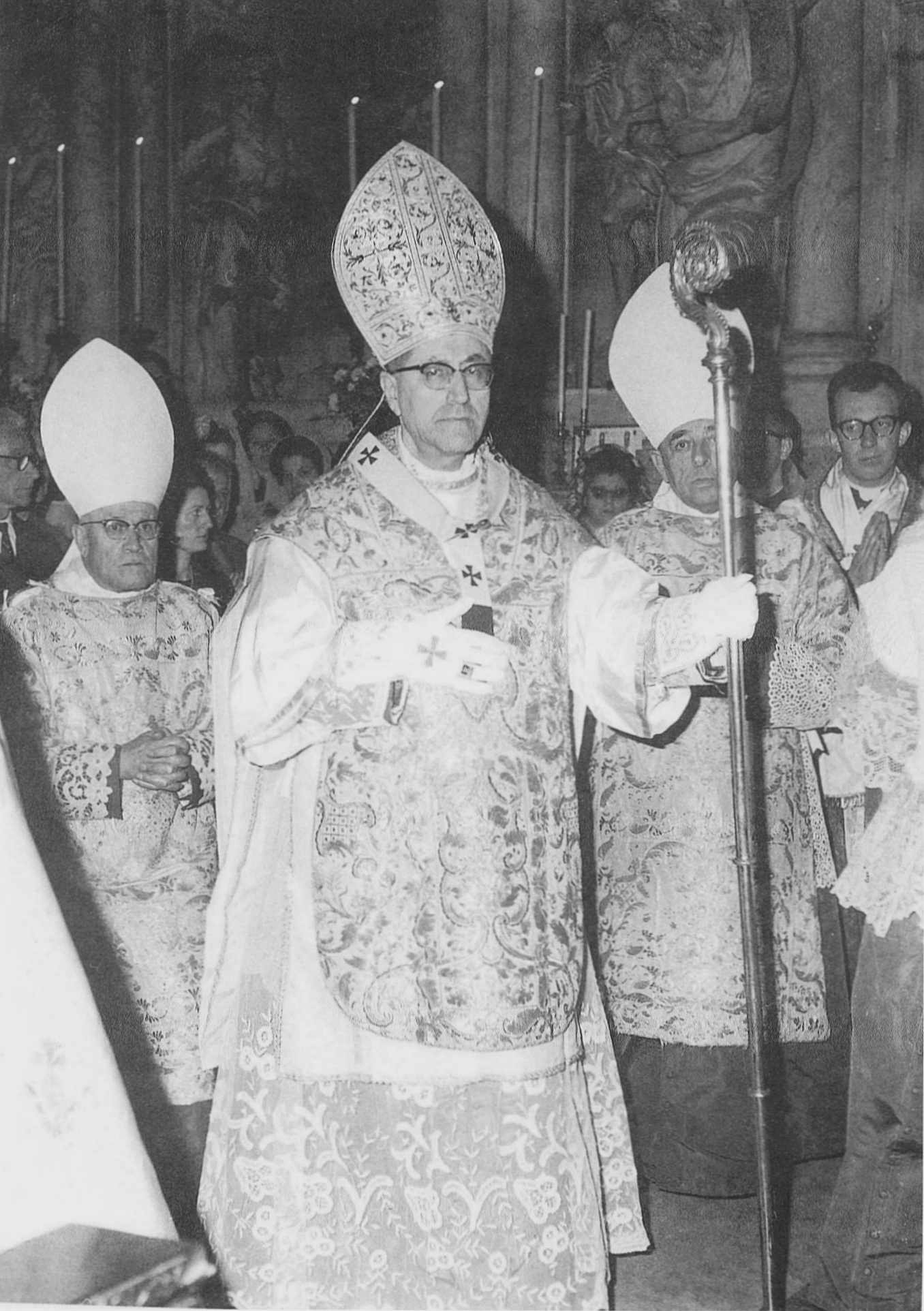
La carismàtica figura del cardenal Siri, qui dirigí l'arquebisbat de Gènova durant quaranta anys.

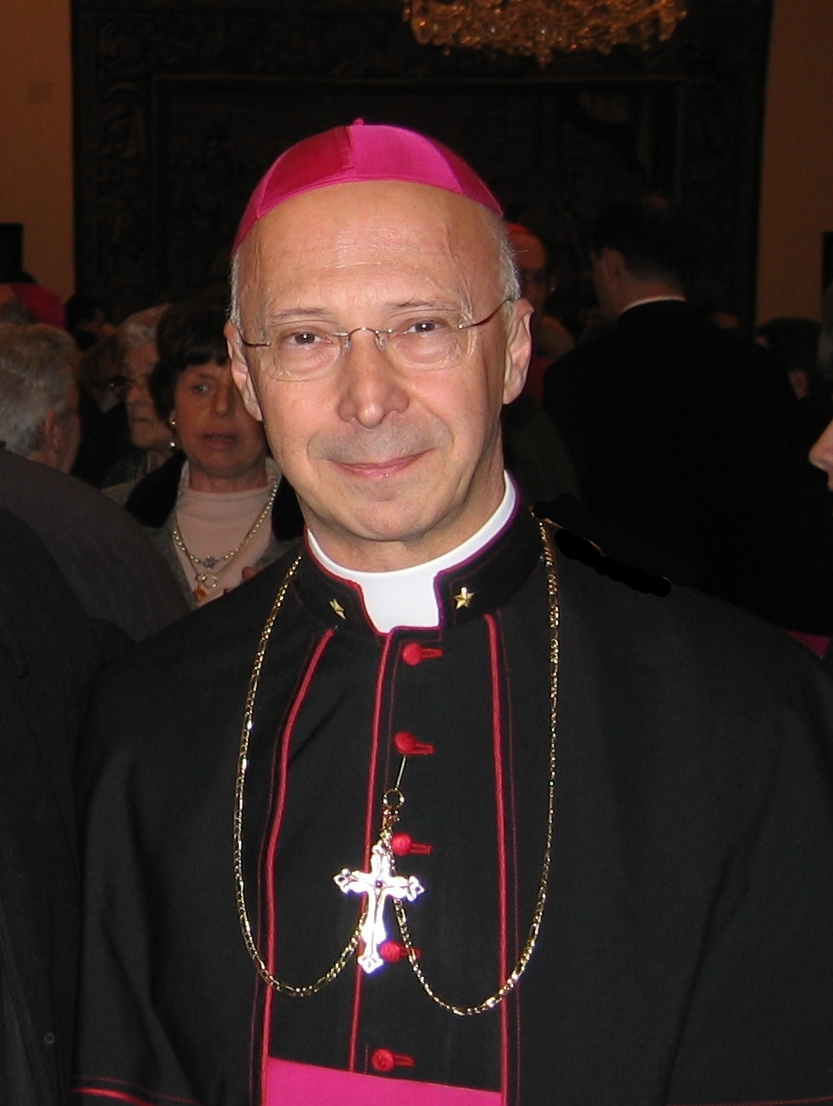
L'actual arquebisbe de Gènova, cardenal Angelo Bagnasco.

  - Seu vacant o desconegut (465-568)
- Arquebisbes de Milà residents a Gènova:
  - Sant'Onorato † (568 - 571 mort)
  - Frontone † (571 - 573)
  - San Lorenzo † (573 - 593)
  - Costanzo † (593 - 3 de setembre de 600 mort)
  - Deodato (o Deusdedit) † (15 de setembre de 601 - 30 d'octubre de 629 mort)
  - Asterio † (629 - 4 de juliol de 640 mort)
  - Forte † (641 - 641 dimití)
  - San Giovanni Bono † (641 - 649 dimití)
- Giovanni I † (citat el 679)
- Viatore † (citat el 732)
- Giovanni II † (citat el 752)
- Dionisio † (citat el 798)
- Guglielmo † (citat el 821)
- Nazario † (inicis de 845)
- Massito (o Mansueto) † (845 - 860)
- Sigeberto † (? - vers 864 mort)
- Pietro † (864 - ?)
- Sabbatino † (inici de 876 - final de 877)
- Ramperto † (citat el 889)
- Giovanni III † (citat el 904)
- Nicola † (citat el 930)
- Teodolfo I † (citat el 945)
- Lamberto II † (citat el 968)
- Teodolfo II † (citat el 970)
- Giovanni IV † (inicis de 985 - vers 993 mort)
- Landolfo I † (citat el 993)
- Giovanni V † (inici de 1001 - final de 1004)
- Landolfo II † (inici de 1015 - final de 1026)
- Corrado † (inici de 1036 - final de 1045)
- Oberto Pevere † (inici de 1052 - final de 1074)
- Corrado Manganello † (citat el 1084)
- Ciriaco † (citat el 1090)
- Ogerio † (1095 - 1098 mort)
- Airaldo Guaracco † (1099 - 22 d'agost de 1116 mort)
- Ottone I † (1117 - 1120 mort)
- Sigifredo † (1123 - vers 1129 mort)
- Siro II † (vers d'agost de 1130 - 19 de març de 1133)

### Arquebisbes de Gènova
- Siro II † (19 de març de 1133 - 30 de setembre de 1163 mort)
- Ugone Della Volta † (1 d'octubre de 1163 - 12 de juny de 1188 mort)
- Bonifacio † (13 de juny de 1188 - 22 de setembre de 1203 mort)
- Ottone Ghiglini † (18 de novembre de 1203 - 30 d'octubre de 1239 mort)
- Giovanni de' Rossi † (novembre de 1239 - 1253 mort)
- Gualtiero da Vezzano † (23 d'abril de 1253 - 26 de setembre de 1274 mort)
- Bernardo de' Arimondi † (6 de setembre de 1276 - 1286 mort)
  - Opizzino Fieschi † (4 de juny de 1288 - 1292 dimití) (administrador apostòlic)
- Beat Jacopo da Varazze (Jacopo da Varagine), O.P. † (13 d'abril de 1292 - de juliol de 1298 mort)
- Porchetto Spinola, O.F.M. † (3 de febrer de 1299 - 30 de maig de 1321 mort)
- Bartolomeo de' Maroni † (18 de juliol de 1321 - 13 de desembre de 1335 mort)
- Dino di Radicofani † (27 de gener de 1337 - 7 d'octubre de 1342 nomenat arquebisbe de Pisa)
- Giacomo Peloso da Santa Vittoria, C.R.S.A. † (27 de novembre de 1342 - 1349 mort)
- Bertrando Bessaduri † (2 de setembre de 1349 - 1358 mort)
- Guido Scetten † (2 de juliol de 1358 - 1368 mort)
- Andrea della Torre, O.P. † (28 de febrer de 1368 - 1377 mort)
- Lanfranco Sacco, O.S.B. † (4 de desembre de 1377 - vers 1382 mort)
- Giacomo III Fieschi † (1382 - 24 de novembre de 1400 mort)
- Pileo de' Marini † (30 de novembre de 1400 - ? mort)
- Pietro de Giorgi † (4 de novembre de 1429 - 1436 mort)
- Giorgio Fieschi † (3 d'octubre de 1436 - 18 de desembre de 1439 dimití)
- Giacomo Imperiale, O.S.B. † (23 de desembre de 1439 - 1452 mort)
- Paolo Fregoso † (7 de febrer de 1453 - 13 de febrer de 1495 dimití)
  - Jorge da Costa † (13 de febrer de 1495 - 29 de juliol de 1496 dimití) (administrador apostòlic)
- Paolo Fregoso † (29 de juliol de 1496 - 22 de març de 1498 mort)
- Giovanni Maria Sforza † (25 de març de 1498 - 1520)[3]
- Innocenzo Cybo † (11 de març de 1520 - 13 d'abril de 1550 mort)
- Gerolamo Sauli † (18 d'abril de 1550 - 1559 mort)
- Agostino Maria Salvago, O.P. † (17 d'abril de 1559 - 30 de setembre de 1567 mort)
- Cipriano Pallavicino † (14 de novembre de 1567 - 1586 mort)
- Antonio Maria Sauli † (1586 succeduto - 9 d'agost de 1591 dimití)
- Alessandro Centurione † (9 d'agost de 1591 - 1596 dimití)
- Matteo Rivarola, O.S.B. † (29 d'abril de 1596 - 1600 mort)
- Orazio Spinola † (20 de desembre de 1600 - 24 de juny de 1616 mort)[4]
- Domenico de' Marini † (18 de juliol de 1616 - febrer de 1635 mort)
- Stefano Durazzo † (5 de març de 1635 - d'octubre de 1664 dimití)
- Giambattista Spinola el vell † (10 de novembre de 1664 - 16 de març de 1681 dimití)
- Giulio Vincenzo Gentile, O.P. † (17 de març de 1681 - juny o juliol de 1694 mort)
- Giambattista Spinola el jove † (13 de setembre de 1694 - 7 de gener de 1705 dimití)
- Lorenzo Maria Fieschi † (18 de maig de 1705 - 1 de maig de 1726 mort)
- Nicolò Maria de' Franchi, O.P. † (1 de juliol de 1726 - 20 de febrer de 1746 mort)
- Giuseppe Maria Saporiti † (20 de febrer de 1746 - 14 d'abril de 1767 mort)
- Giovanni Lercari † (10 de juliol de 1767 - 18 de març de 1802 mort)
- Giuseppe Maria Spina † (24 de maig de 1802 - 13 de desembre de 1816 dimití)
  - Seu vacant (1816-1819)
- Luigi Emmanuele Nicolò Lambruschini, B. † (27 de setembre de 1819 - 26 de juny de 1830 dimití)
- Giuseppe Vincenzo Airenti, O.P. † (5 de juliol de 1830 - 3 de setembre de 1831 mort)
- Placido Maria Tadini, O.C.D. † (2 de juliol de 1832 - 22 de novembre de 1847 mort)
  - Seu vacant (1847-1853)
- Andrea Charvaz † (27 de setembre de 1852 - 7 d'agost de 1869 dimití)
  - Seu vacant (1869-1871)
- Salvatore Magnasco † (27 d'octubre de 1871 - 12 de gener de 1892 mort)
- Beat Tommaso Reggio † (11 de juliol de 1892 - 22 de novembre de 1901 mort)
- Edoardo Pulciano † (16 de desembre de 1901 - 25 de desembre de 1911 mort)
- Andrea Caron † (29 d'abril de 1912 - 22 de gener de 1915 dimití)
- Ludovico Gavotti † (22 de gener de 1915 - 23 de desembre de 1918 mort)
- Tommaso Pio Boggiani, O.P. † (10 de març de 1919 - 1921 dimití)
- Giosuè Signori † (21 de novembre de 1921 - 25 de novembre de 1923 mort)
- Francesco Sidoli † (24 de març de 1924 - 18 de desembre de 1924 mort)
- Carlo Dalmazio Minoretti † (16 de gener de 1925 - 13 de març de 1938 mort)
- Pietro Boetto, S.J. † (17 de març de 1938 - 31 de gener de 1946 mort)
- Giuseppe Siri † (14 de maig de 1946 - 30 de setembre de 1986)

### Arquebisbes de Gènova-Bobbio
- Giuseppe Siri † (30 de setembre de 1986 - 6 de juliol de 1987 jubilat)
- Giovanni Canestri † (6 de juliol de 1987 - 16 de setembre de 1989)

### Arquebisbes de Gènova
- Giovanni Canestri † (16 de setembre de 1989 - 20 d'abril de 1995 jubilat)
- Dionigi Tettamanzi (20 d'abril de 1995 - 11 de juliol de 2002 nomenat arquebisbe de Milà)
- Tarcisio Bertone S.D.B. (10 de desembre de 2002 - 29 d'agost de 2006 nomenat Secretari d'Estat)
- Angelo Bagnasco, (29 d'agost de 2006 - 8 de maig de 2020 jubilat)
- Marco Tasca, des del 8 de maig de 2020

## Missions

### República Dominicana
A la fi de l'any 1991 la diòcesi inicià l'experiència missionera amb l'obertura de la missió del Guaricano, a la República Dominicana, on fins al 2008 han anat diversos preveres en qualitat de missioners fidei donum. La tasca de la missió s'ha portat a terme amb col·laboració de les Germanes de Nostra Senyora del Refugi al Mont Calvari, la presència de les quals segueix al país.

### Cuba
Des del 3 d'octubre de 2005 un sacerdot de l'arquebisbat de Gènova i un del bisbat de Chiavari estan al servei de l'Església cubana a la diòcesi de Santa Clara a la província de Villa Clara.